# Richard Moore (Kameramann)
Richard Moore (* 4. Oktober 1925 in Jacksonville, Illinois; † 16. August 2009 in Palm Springs, Kalifornien) war ein amerikanischer Kameramann und Filmregisseur.

## Leben
Moore, Absolvent der University of Southern California, gründete im Jahr 1953 mit Robert Gottschalk die Firma Panavision. Beide arbeiteten in einem Kameraladen und hatten bei Versuchen in Unterwasserfotografie günstigere anamorphe Breitbild-Projektionslinsen entwickelt. Zu dieser Zeit benötigten die Kinos solche Geräte, um die Cinemascope-Filme im korrekten Format zeigen zu können. 1960 erhielten beide den Scientific and Engineering Award der Academy of Motion Picture Arts and Sciences. Zu Beginn der 1970er Jahre entwickelte das Unternehmen eine Handkamera, mit der auch Ton aufgenommen werden konnte.
Zu Beginn der 1960er Jahre verließ Moore das Unternehmen, um selbst mit den Geräten an Filmen zu arbeiten und wurde bei etlichen bekannten Filmen Kameramann, so zum Beispiel bei Mit eisernen Fäusten, Das war Roy Bean und Annie. 1978 führte er auch Regie; dem Film Das Geheimnis des blinden Meisters war allerdings kein großer Erfolg beschieden.
2004 wurde Moore mit dem Presidents Award der American Society of Cinematographers ausgezeichnet.

## Filmografie (Auswahl)
- 1966: Die wilden Engel (The wild Angels)
- 1967: Young Americans
- 1967: Rebellen in Lederjacken (Devil's Angels)
- 1968: Mit eisernen Fäusten (The Scalphunters)
- 1968: Wild in den Straßen (Wild in the Streets)
- 1969: Indianapolis (Winning)
- 1969: Der Gauner (The Reivers)
- 1970: Sie möchten Giganten sein (Sometimes a Great Notion)
- 1970: Myra Breckinridge – Mann oder Frau? (Myra Breckinridge)
- 1972: Das war Roy Bean (The Life and Times of Judge Roy Bean)
- 1978: Das Geheimnis des blinden Meisters (Circle of Iron) (Regie)
- 1982: Annie